# Tiflodidattica

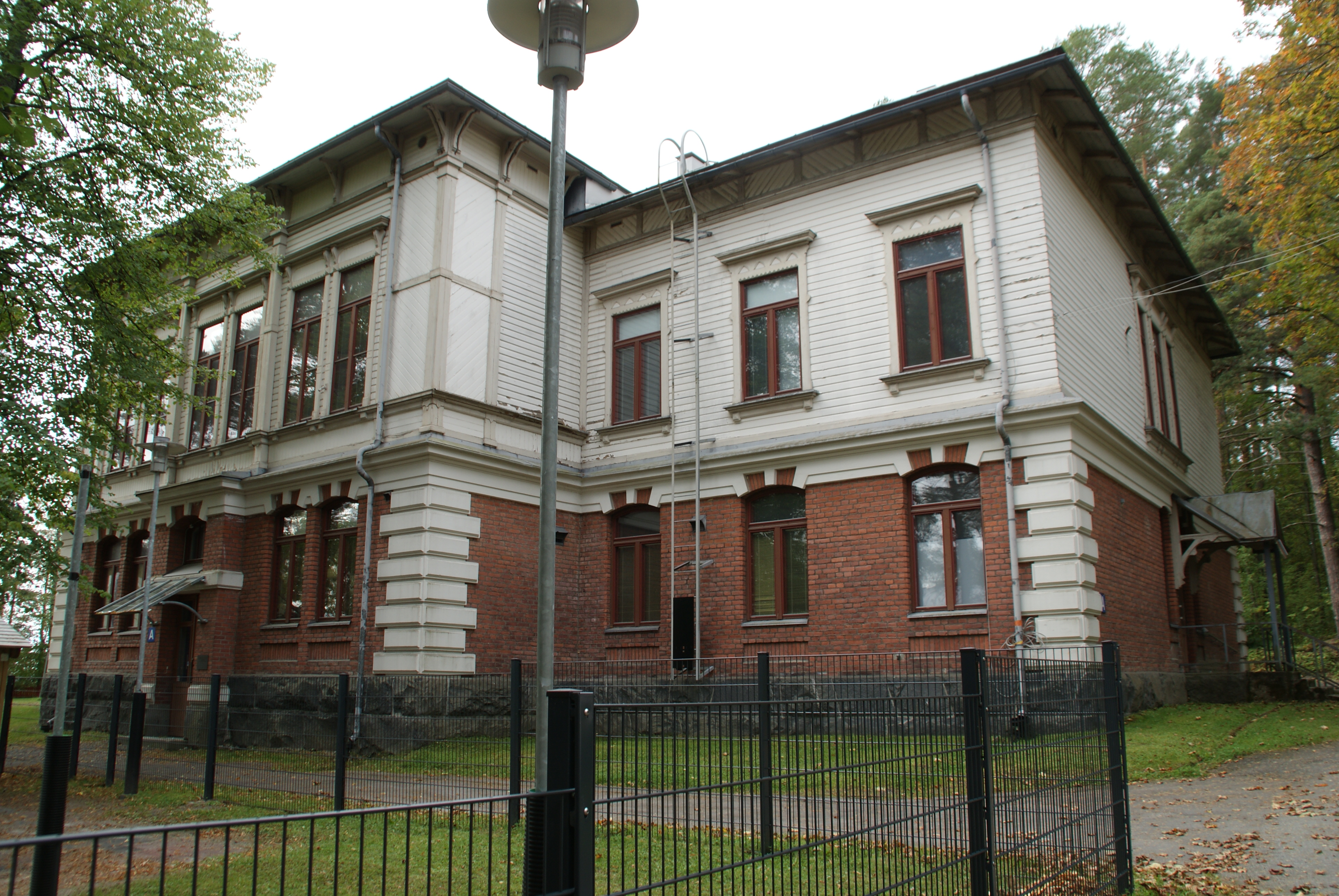
L'edificio principale della scuola per ciechi a Kuopio, Finlandia.

La tiflodidattica è la scienza che studia le problematiche di persone con disabilità visiva nella sfera dello studio, con particolare riferimento alla Scuola dell'infanzia e alla Scuola primaria.